# Basemat
Basemat (hebr. בָּשְׂמַת, bāśmat) ist der Name zweier im Alten Testament der Bibel erwähnter Frauen. 

## Ehefrau Esaus
Basemat war die zweite Frau Esaus und Tochter des Hethiters Elon. Sie (zusammen mit Esaus erster Frau Judit) machte ihren Schwiegereltern Isaak und Rebekka laut biblischem Bericht „lauter Herzeleid“, was darauf anspielen dürfte, dass die fremden Frauen Bräuche pflegten, die dem Glauben Israels widersprachen (1 Mos 26,34–35 ).
Basemat wurde die Mutter Reguëls (1 Mos 36,3 ).

## Tochter Salomos
Im 1. Buch der Könige wird berichtet, dass eine Tochter König Salomos namens Basemat Frau des Ahimaaz, des königlichen Amtsmannes in Naftali, wurde (1 Kön 4,15 ).